# قائمة البعثات الدبلوماسية في هولندا

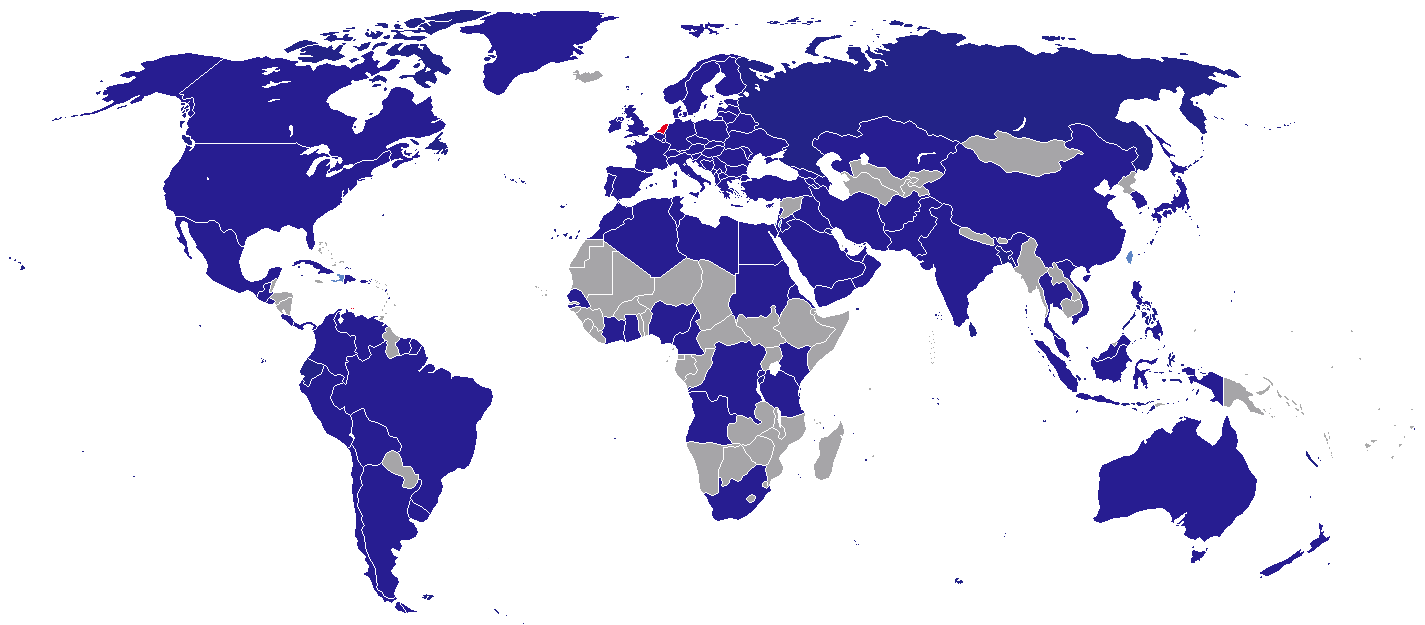
خريطة البلدان التي لديها بعثة دبلوماسية في هولندا

تعرض هذه الصفحة قائمة بأسماء الدول التي توجد لديها بعثات دبلوماسية إلى هولندا. حاليا، توجد في مدينة لاهاي 109 سفارات. دول أخرى عديدة لها سفراء معتمدون في مملكة الدنمارك، لكن معظمهم يقيم في بروكسيل، أو لندن. هذه القائمة تستثني القنصليات الفخرية.

## سفارات فيلاهاي

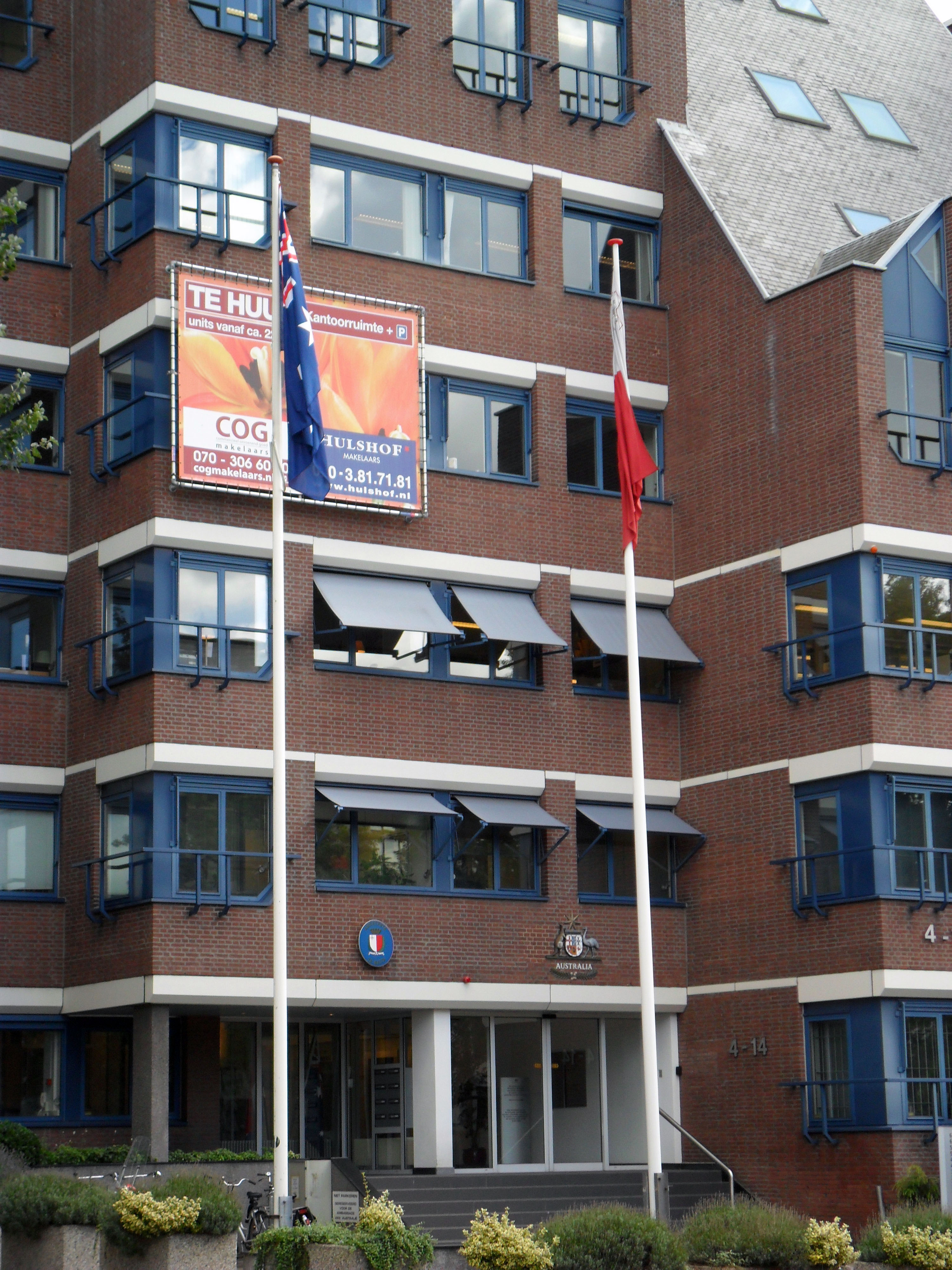
سفارتا مالطا وأستراليا في لاهاي

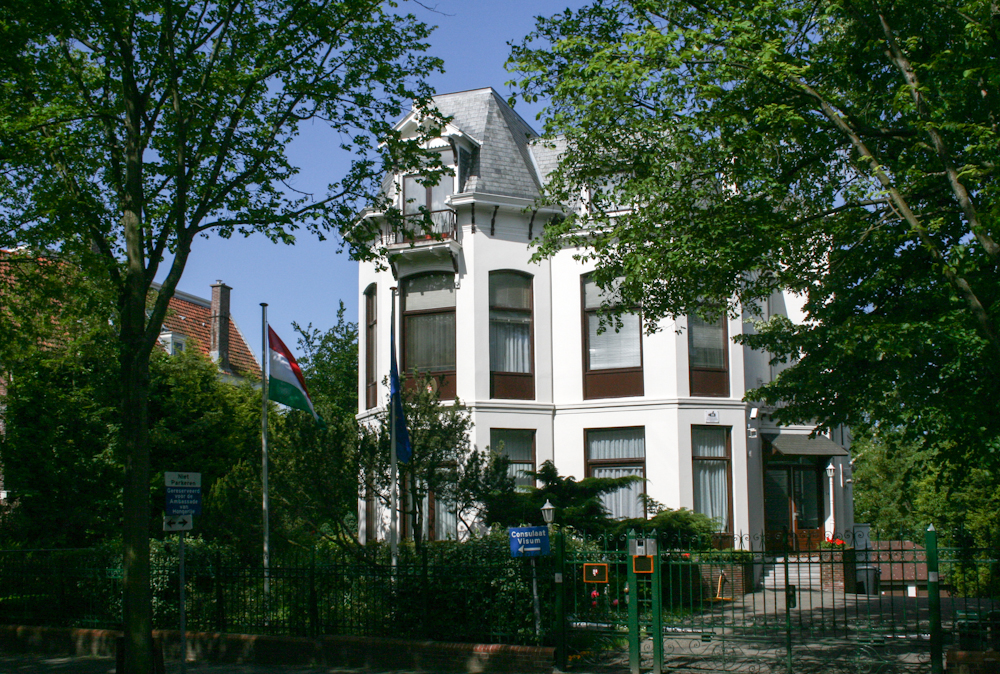
سفارة المجر في لاهاي

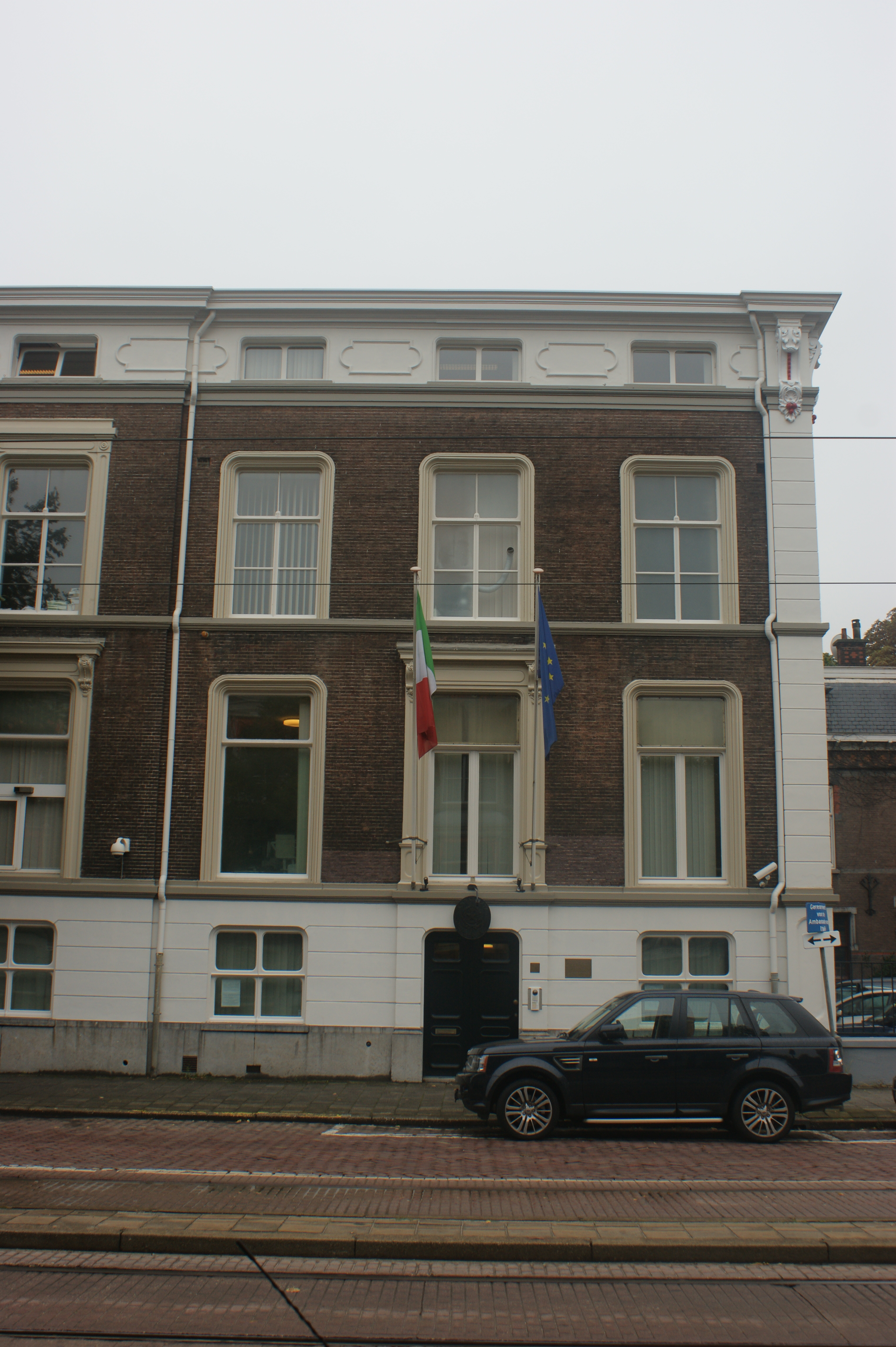
سفارة إيطاليا في لاهاي

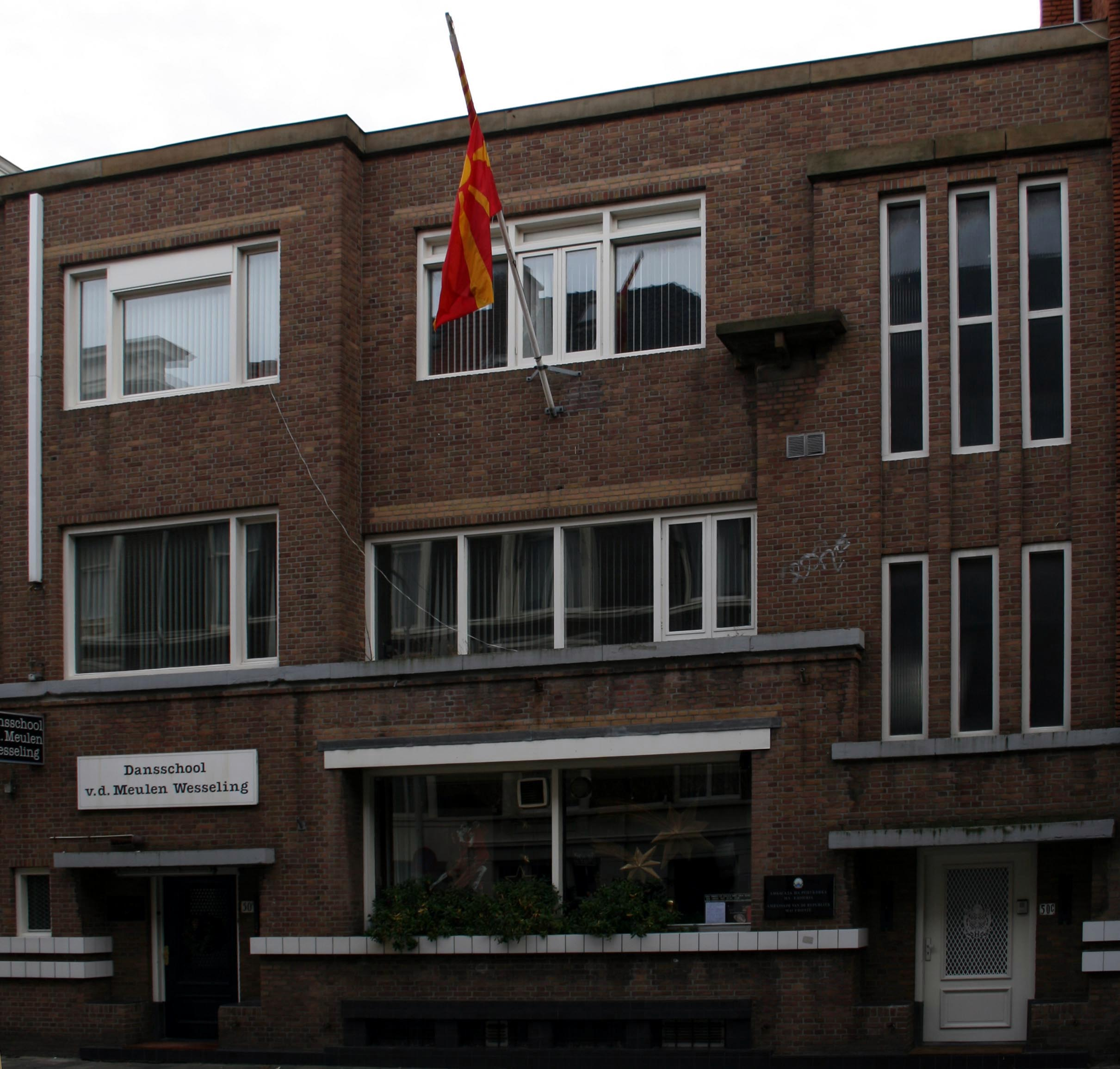
سفارة مقدونيا في لاهاي

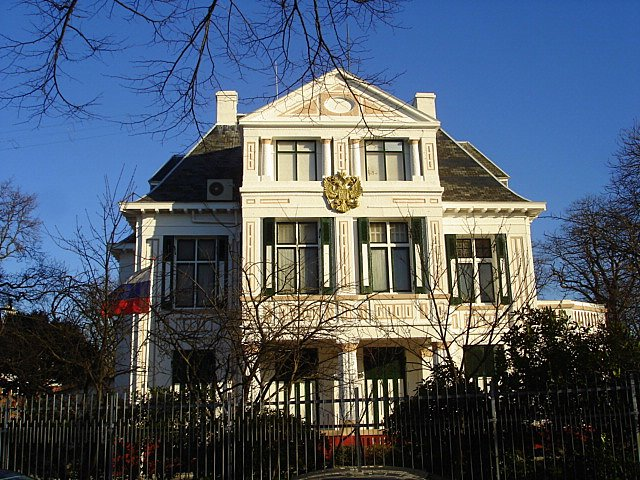
سفارة روسيا في لاهاي

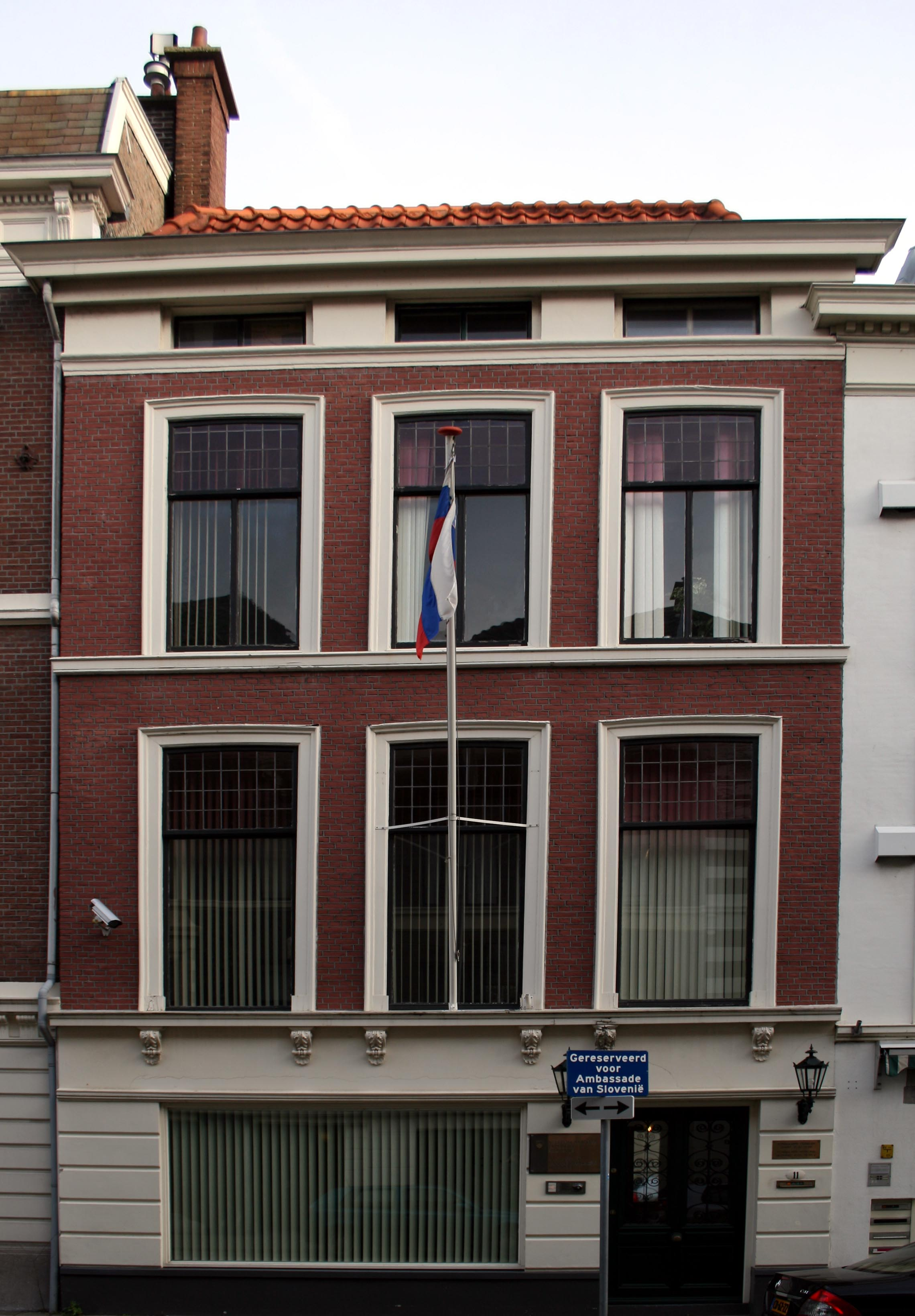
سفارة سلوفينيا في لاهاي

| - أفغانستان - ألبانيا - الجزائر - أنغولا - الأرجنتين - أرمينيا - أستراليا - النمسا - أذربيجان - بنغلاديش - بيلاروسيا - بلجيكا - بوليفيا - البوسنة والهرسك - البرازيل - بلغاريا - الكاميرون - كندا - تشيلي - الصين - كولومبيا - كوستاريكا - ساحل العاج - كرواتيا - كوبا - قبرص - التشيك - الدنمارك - جمهورية الكونغو الديمقراطية - جمهورية الدومينيكان - مصر - السلفادور - إريتريا - إستونيا - إثيوبيا - فنلندا | - فرنسا - جورجيا - ألمانيا - غانا - اليونان - غواتيمالا - Holy See - المجر - الهند - إندونيسيا - إيران - العراق - جمهورية أيرلندا - إسرائيل - إيطاليا - اليابان - الأردن - كازاخستان - كينيا - كوسوفو - الكويت - لاتفيا - لبنان - ليبيا - ليتوانيا - لوكسمبورغ - ماليزيا - مالطا - المكسيك - مولدوفا - المغرب - نيوزيلندا - نيكاراجوا - نيجيريا - مقدونيا - النرويج | - سلطنة عمان - باكستان - بنما - بيرو - الفلبين - بولندا - البرتغال - قطر - رومانيا - روسيا - رواندا - السعودية - السنغال - صربيا - سلوفاكيا - سلوفينيا - جنوب أفريقيا - Republic of Korea - إسبانيا - سريلانكا - السودان - سورينام - السويد - سويسرا - تنزانيا - تايلاند - تونس - تركيا - أوكرانيا - الإمارات العربية المتحدة - المملكة المتحدة - الولايات المتحدة - أوروغواي - فنزويلا - فيتنام - اليمن |

## مكاتب أخرى في لاهاي
- فلسطين
- تايوان (بعثة تمثيلية)

## قنصليات

### قنصلية عامة فيأمستردام
- تشيلي
- كولومبيا
- جمهورية الدومينيكان
- فرنسا
- ألمانيا
- المغرب
- إسبانيا
- سورينام
- تركيا
- المملكة المتحدة
- الولايات المتحدة

### قنصلية عامة فيديفينتر
- تركيا

### قنصلية عامة فيكراليندايك،بونير
- فنزويلا

### قنصلية عامة فيأورنجستاد،أروبا
- كولومبيا (قنصلية)
- هايتي
- فنزويلا

### قنصلية عامة فيسينت مارتن
- جمهورية الدومينيكان

### قنصلية عامة فيروتردام
- أنغولا
- البرازيل
- كوبا
- اليونان
- المغرب
- النرويج
- بنما
- تركيا

### قنصلية عامة فيسيرتوخيمبوس
- المغرب

### قنصلية عامة فيأوترخت
- المغرب

### قنصلية عامة فيويلمستاد،كوراساو
- الصين
- كولومبيا (قنصلية)
- جمهورية الدومينيكان
- هايتي
- سورينام
- المملكة المتحدة (قنصلية)
- الولايات المتحدة
- فنزويلا

## سفارات غير مقيمة
مقيمة في إقليم بروكسل العاصمة، مالم يذكر خلاف ذلك.
| - أندورا - أرمينيا - البحرين (لندن) - باربادوس - بليز - بنين - بوتان - بوتسوانا - بروناي - بوركينا فاسو - بوروندي - كمبوديا - تشاد - جمهورية أفريقيا الوسطى - Congo, Republic of - جيبوتي - دومينيكا (لندن) - السلفادور - غينيا الاستوائية - فيجي - الغابون - غامبيا - غينيا - غينيا بيساو - غويانا - هايتي - هندوراس - آيسلندا - جامايكا - قرغيزستان | - لاوس - ليسوتو - ليبيريا - مدغشقر - مالاوي - مالي - موريشيوس - منغوليا - ميانمار - ناميبيا - نيبال - كوريا الشمالية (Bern) - بابوا غينيا الجديدة - باراغواي - ساموا - سان مارينو (مدينة سان مارينو) - السنغال - سيشل - سيراليون - سنغافورة - جزر سليمان - جنوب السودان - سوريا - توغو - تونغا (لندن) - ترينيداد وتوباغو - أوغندا - زامبيا - زيمبابوي |

## مواضيع متعلقة
- علاقات هولندا الخارجية
- متطلبات الحصول على تأشيرة لمواطني هولندا

## وصلات خارجية
- وزارة الشؤون الخارجية الهولندية نسخة محفوظة 25 فبراير 2012 على موقع واي باك مشين.